# Chrobry Głogów (piłka ręczna)
KGHM SPR Chrobry Głogów (pełna nazwa Stowarzyszenie Piłki Ręcznej Chrobry Głogów) – polski męski klub piłki ręcznej (jednosekcyjny) z siedzibą w Głogowie, utworzony 5 grudnia 1998 roku na skutek wydzielenia sekcji piłki ręcznej z wielosekcyjnego Międzyzakładowego Klubu Sportowego Chrobry Głogów, w ramach którego funkcjonowała od 1961.

## Historia
Na przełomie lat 1961/1962 za sprawą Henryka Tryki i Ryszarda Matuszaka rozpoczęła się era głogowskiej piłki ręcznej. Grano wówczas na boisku do piłki nożnej w składach 11 osobowych. Prezesem klubu MZKS „Chrobry” Głogów był wówczas Seweryn Lorek.
Po zmianie przepisów gry rozpoczęto rozgrywki w 7 osobowych składach na boiskach do piłki ręcznej. Trzon kadry pod wodzą Ryszarda Matuszaka stanowili wówczas: Marian Buczek, Jerzy Kostka, Jerzy Hasa, Paweł Panek, Wiesław Filipiak, Martin Willim, Leon Jabłoński, Piotr Ruśniok, Adam Wrembel, Wacław Michalik, Józef Dyluś, Henryk Kaczmarek, Czesław Zalewski, Zbigniew Ratajewski, Tadeusz Wielgus, Stefan Pętoś, Marian Gołkowski, Sylwester Kaminiarz.
W 1964 roku „Chrobry” zdobył mistrzostwo okręgu i walczył o awans do III ligi. W eliminacjach rozgrywanych w Głogowie szczypiorniści pokonali kolejno Odrę Opole, Piotrcovię Piotrków, AZS Wrocław i awansowali do turnieju półfinałowego rozgrywanego w Gdańsku. Wraz z AKS Chorzów awansowali do finału, który rozgrywany był w Poznaniu.
Młody, ambitny głogowski zespół uległ nieznacznie AKS Chorzów 25:26, WKS Wawel Kraków 17:18 i WKS Grunwald Poznań 22:24 nie uzyskując upragnionego awansu.
1968 roku drużyna awansowała do II ligi. W tym czasie zespół uzupełnili nowi zawodnicy: Paweł Żurek, Edmund Majkowski, Adam Sapian, Józef Kaminiarz, Jerzy Osomański, Piotr Sosiński, Roman Malczyk, Lucjan Stolarek, Zenon Łakomy. W 1973 roku zespół trenowany przez Ryszarda Matuszaka zajął III miejsce w II lidze.
W międzyczasie Chrobry spadł z II ligi i grał w lidze międzywojewódzkiej by ponownie awansować do II ligi ale już na dłużej.
Do 1989 roku szkoleniowcami zespołu seniorów byli: Jerzy Piątek, Jan Kosiek, ponownie Ryszard Matuszak, Andrzej Grudzień, Bronisław Maly i Leon Nosila, który wprowadził zespół do serii B I ligi. Prezesem klubu był wówczas pan Andrzej Grudzień – dyrektor ekonomiczny Huty Miedzi Głogów.
Po nieudanym sezonie 1989/90 szczypiorniści powrócili do II ligi grając w tej klasie rozgrywkowej do sezonu 1997/98. W latach tych szkoleniem zespołu zajmowali się: Michał Żelazek, Henryk Piotrowski, Józef Kaminiarz, Genadij Kamelin, Robert Musiał.
Sprawami organizacyjnymi od czasu powstania sekcji piłki ręcznej kierowali: Henryk Tryka, Wojciech Opiło, Ryszard Matuszak, Zbigniew Szabla, Edward Olko, Andrzej Bręczewski, Czesław Badecki, Robert Musiał i Edward Borkowski.
W 1993 roku z inicjatywy Czesława Badeckiego – kierownika sekcji piłki ręcznej oraz Roberta Musiała – grającego trenera rozegrano I Memoriał ku czci tragicznie zmarłego Ryszarda Matuszaka, współzałożyciela głogowskiego szczypiorniaka.
W pięciosekcyjnym klubie MZKS Chrobry następowały zmiany organizacyjne. W czasie kiedy prezesami klubu byli: Edward Murzyński, Zygmunt Włodarczak, Jerzy Biniarz, Jerzy Bartosik i Edward Borkowski odeszła do klubu sportowego „Piast” Głogów sekcja pływania. Szachiści utworzyli własny klub, podobnie postąpili członkowie sekcji kolarskiej.
W grudniu 1998 roku na posiedzeniu Zarządu MZKS „Chrobry” Głogów pan Edward Borkowski przedstawił koncepcję utworzenia trzech klubów. Sekcja piłki ręcznej i sekcja piłki siatkowej odeszłyby z MZKS „Chrobry” Głogów na pełną autonomię tworząc nowe stowarzyszenia sportowe z zachowaniem prawa do używania w swojej nazwie dotychczasową nazwę „CHROBRY” Głogów. Koncepcja ta została przegłosowana jednogłośnie.
Sezony rozgrywkowe 1998/99, 1999/2000 i 2000/2001 to gra zespołu w I lidze serii B. Trenerami zespołu byli wówczas: Robert Musiał, Piotr Zembrzuski, Bolesław Olejniczak, Józef Kaminiarz i Jerzy Szafraniec, który doprowadził zespół do ekstraklasy – grona elity polskiej piłki ręcznej.
Dnia 5.12.1998 r. w zebraniu założycielskim Stowarzyszenia Kultury Fizycznej pod nazwą Stowarzyszenie Piłki Ręcznej „Chrobry” Głogów uczestniczyło 28 osób.
1. Na przewodniczącego zebrania wybrano Zygfryda Zawartowskiego.
2. Do komitetu założycielskiego SPR „Chrobry” Głogów wybrani zostali: Andrzej Bręczewski, Zbysław Czerniawski i Zygfryd Zawartowski.
3. W głosowaniu tajnym do władz stowarzyszenia na pierwszą, czteroletnią kadencję wybrani zostali:
I. Zarząd
1. Czesław Badecki
2. Janusz Bartkowiak
3. Edward Borkowski
4. Andrzej Bręczewski
5. Stanisław Cenker
6. Lucjan Górnicki
7. Krzysztof Kiżuk
8. Jerzy Krotla
9. Józef Kaminiarz
10. Robert Musiał
11. Jacek Pietralczyk
12. Dariusz Przybylski
13. Daniel Tylko
14. Zygfryd Zawartowski
II. Komisja Rewizyjna
Jan Kubisz
Wojciech Ciszak
Paweł Hedrych
Prezesem Stowarzyszenia Piłki Ręcznej „Chrobry” Głogów został wybrany Dariusz Przybylski, wiceprezesem Robert Musiał.
9 marca 1999 roku Sąd Okręgowy w Legnicy zarejestrował Stowarzyszenie Piłki Ręcznej „Chrobry” Głogów w rejestrze stowarzyszeń kultury fizycznej.
Sezon 2005/2006 to historyczne wydarzenie dla klubu i miasta Głogowa. Drużyna zdobywa WICEMISTRZOSTWO POLSKI, przegrywając po dramatycznych meczach, rywalizację o „złoto” z wielokrotnym mistrzem Polski – Wisłą Płock .
Z rąk Prezesa Związku Piłki Ręcznej w Polsce oraz Prezydenta Płocka srebrnymi medalami uhonorowani zostali: zawodnicy – Bartosz Jurecki (kapitan), Paweł Piwko, Krystian Kuta, Wojciech Łuczyk, Michał Jurecki, Marek Świtała, Adrian Marciniak, Grzegorz Piotrowski, Sebastian Różański, Jacek Wolski, Kazimierz Kotliński, Mikołaj Szymyślik, Przemysław Pitoń, Tomasz Boruszewski, Jan Rak i Mieszko Nyćkowiak oraz Edward Borkowski – prezes klubu, Robert Musiał – wiceprezes klubu, Piotr Bułkowski – wiceprezes klubu, Czesław Badecki – dyrektor klubu, Jarosław Cieślikowski – trener, Stanisław Cenker – kierownik drużyny, Walentyna Moskalenko – masażysta, Zbysław Czerniawski – lekarz, Zbigniew Rybka – prezydent Głogowa.
Do głogowskiej hali im. R Matuszaka, na spotkania szczypiornistów przychodzi każdorazowo 1500 – 2000 wspaniałych kibiców.
Po tym sezonie z klubu odchodzą bracia Jureccy, którzy stanowili przez trzy sezony główną podporę zespołu. Bartosz do słynnego i bogatego Magdeburga, Michał do VIVE Kielce.
Sezon 2006/2007 zespół kończy na 6. miejscu w Polsce.
Między innymi byli i są reprezentantami Polski, członkami młodzieżowej kadry narodowej mężczyzn i juniorów: Henryk Kaczmarek, Lucjan Stolarek, Mariusz Kędziora, Krzysztof Przybysz, Wojciech Skołozdrzy, Mariusz Kwiatkowski, Mariusz Bartoszewicz, Hubert Możdżeń, Piotr Malewicki, Grzegorz Piotrowski, Łukasz Darowski, Adrian Marciniak, Paweł Piwko, Bartosz Jurecki, Michał Jurecki, Krystian Kuta, Sebastian Zapora, Rafał Stachera, Michał Wysokiński, Michał Bednarek, Michał Kapela, Grzegorz Czekałowski, Kacper Kajak.
W grudniu 2006 roku Edward Borkowski przestaje być prezesem Stowarzyszenia. W styczniu 2007 roku prezesem SPR „Chrobry” Głogów zostaje wybrany Andrzej Bręczewski.
Historia piłki ręcznej to również młodzież. Władze klubu zawsze dbały o młodych sportowców zapewniając im fachową opiekę i to wszystko co niezbędne do uprawiania dyscypliny. Pod okiem doskonałych trenerów podnosili i nadal podnoszą swoje umiejętności sportowe uczestnicząc w rozgrywkach na szczeblu województwa i kraju. Warto wymienić kilku szkoleniowców którzy przyczynili się do wychowania reprezentantów województwa i kraju: Leon Jabłoński, Ryszard Matuszak, Jan Kosiek, Józef Kaminiarz, Stanisław Czarnecki, Michał Żelazek, Robert Musiał, Andrzej Grudzień, Piotr Zembrzuski, Paweł Hedrych, Piotr Sapian,Tadeusz Pyszka, Wiesław Szmidt, Edyta Suchy.
W 1989 roku zespół młodzików prowadzony przez trenera Piotra Zembrzuskiego zdobył złoty medal Igrzysk Młodzieży Szkolnej a w 1993 roku tytuł Wicemistrza Polski Młodzików.
W 2006 roku zespół, którego trenerem jest Edyta Suchy zdobył VI miejsce w Mistrzostwach Polski Młodzików a w kategorii Chłopcy drużyna prowadzona przez Wiesława Szmidta zdobyła IV miejsce w ogólnopolskich zawodach o Puchar Związku Piłki Ręcznej w Polsce.
Rok 2007 to kolejny udany sezon młodzieży. Zespół prowadzony przez Piotra Sapiana wywalczył brązowy medal Mistrzostw Polski Młodzików.
W roku 2008 juniorzy młodsi trenowanie przez Piotra Sapiana wystąpili w finale Ogólnopolskiej Olimpiady Młodzieży. Podopieczni Wiesława Szmidta – młodzicy, zostali mistrzami ligi dolnośląskiej. Paweł Piwko został pierwszym przedstawicielem głogowskiego klubu, który wystąpił na Igrzyskach Olimpijskich.
5 grudnia 2012 zarząd klubu wybrał nowego prezesa. Został nim Lucjan Skrobuk.

## Kadra w sezonie 2018/2019
| Nr                                                    | Zawodnik             | Pozycja      | Rok urodzenia |
| ----------------------------------------------------- | -------------------- | ------------ | ------------- |
| 1                                                     | Rafał Stachera       | bramkarz     | 1986          |
| 2                                                     | Damian Wawrzyniak    | skrzydłowy   | 1996          |
| 3                                                     | Grzegorz Stelmasik   | obrotowy     | 1999          |
| 5                                                     | Bartosz Warmijak     | rozgrywający | 1994          |
| 6                                                     | Marek Podobas        | obrotowy     | 1996          |
| 8                                                     | Kamil Sadowski       | rozgrywający | 1986          |
| 9                                                     | Tomasz Klinger       | rozgrywający | 1991          |
| 10                                                    | Adam Babicz          | rozgrywający | 1985          |
| 13                                                    | Krzysztof Tylutki    | rozgrywający | 1985          |
| 15                                                    | Rafał Biegaj         | skrzydłowy   | 1993          |
| 16                                                    | Jakub Siedlecki      | bramkarz     | 2000          |
| 17                                                    | Jakub Orpik          | obrotowy     | 1998          |
| 19                                                    | Michał Bartczak      | skrzydłowy   | 1987          |
| 20                                                    | Michał Kapela        | bramkarz     | 1992          |
| 23                                                    | Damian Krzysztofik   | obrotowy     | 1988          |
| 26                                                    | Mateusz Czapla       | skrzydłowy   | 1997          |
| 30                                                    | Wiktor Kubała        | skrzydłowy   | 1993          |
| 35                                                    | Miłosz Bekisz        | skrzydłowy   | 1996          |
| 71                                                    | Stanisław Makowiejew | rozgrywający | 1991          |
| 77                                                    | Krystian Więdłocha   | skrzydłowy   | 2000          |
| 91                                                    | Mateusz Rydz         | rozgrywający | 1991          |
| Źródło: Chrobry Głogów. zprp.pl. [dostęp 2018-09-15]. |                      |              |               |

## Sukcesy

### Sukcesy krajowe
- Mistrzostwa Polski w piłce ręcznej mężczyzn:
  -  2. miejsce (1x): 2006

### Sukcesy międzynarodowe
- Liga Europejska
  - 3. runda  2006/2007
- Puchar Europejski
  - 1/4 finału  2007/2008